# Christian Trédaniel
Pour les articles homonymes, voir Trédaniel (homonymie).
Christian Trédaniel, né le 13 février 1934 à Paris où il est mort le 13 novembre 2011, est présenté comme l'inventeur de l'étiopathie, pratique thérapeutique s'inspirant du reboutage et qualifiée de « chirurgie non instrumentale » par celui-ci. Le terme et la méthode ont en fait été empruntés à l'ouvrage du docteur américain Gorge Dutton, Etiopathy, or, way of life : being an exposition of ontology, physiology & therapeutics : a religious science & scientific religion, paru en 1899. 
Christian Trédaniel est le frère aîné de l'éditeur Guy Trédaniel, chez qui ses livres ont été publiés.

## Biographie

### Formation
Selon son autobiographie, Christian Trédaniel « s'est formé à la philosophie, à la logique et aux mathématiques ».
Au milieu des années 1950, il est parachutiste dans l'armée française.

### Accident de saut
À la suite d'une mauvaise réception lors d'un saut en parachute en 1952, Christian Trédaniel découvre la réalité des névralgies sciatiques. Il ne recouvre la santé qu'au bout de trois ans, grâce au traitement par élongation douce du Dr André de Sambucy, un médecin kinésithérapeute qui enseigne les manipulations articulaires dans son école de kinésithérapie à Paris,.
Celui-ci initie Trédaniel à la technique de l'élongation vertébrale et le prend comme assistant. Quatre ans plus tard, en 1957, Trédaniel peut mettre ses connaissances en pratique, deux années durant, dans le service du Professeur Coirault à l'hôpital d'instruction des armées du Val-de-Grâce à Paris,.
En 1958, il décide de partir aux États-Unis étudier la chiropractie dans diverses écoles et en revient, pourvu d'un diplôme mais peu satisfait de ce qu'il a appris,.

### Création de la méthode
En 1959, Christian Trédaniel est devenu kinésithérapeute et exerce, à Cherbourg, sous cette couverture, la chiropractie en cabinet médical. Il crée l'Association ostéopathique internationale (AOI) et en devient le président. Face au succès rencontré par l'ostéopathie auprès des kinésithérapeutes, l'Ordre des médecins, en 1960, incite les pouvoirs publics à interdire aux non-médecins l'enseignement de l'ostéopathie en France. Pour tourner l'interdiction, Trédaniel, qui pense que le terme « ostéopathie » est inadapté puisque celle-ci n'est pas une thérapie des maladies des os, dépose en 1963, le terme « étiopathie », créé à partir des mots grecs aitia, « cause », et pathos, « souffrance ». La même année, l’enseignement de l'étiopathie débute au Collège européen d’ostéopathie dans le canton de Genève. En 1967, l'Association ostéopathique internationale devient l'Institut suisse d'étiopathie,,.
La paternité de Christian Trédaniel est toutefois remise en cause par Nicolas Pinsault et Richard Monvoisin, qui ont montré que Trédaniel a emprunté le terme et la méthode au docteur américain Gorge Dutton, auteur en 1899 du livre Etiopathy, or, way of life : being an exposition of ontology, physiology & therapeutics : a religious science & scientific religion. Dans cet ouvrage, Dutton narre comment il a reçu sa théorie comme « science qui s’attache à déterminer les causes des maladies pour les éliminer » par une pure épiphanie « le dimanche 5 février 1899 à midi, au 52 Dearborn Street à Chicago, les cieux étant clairs et le soleil brillant » [sic, p. 30].

### Création d'un enseignement
En 1971, le néologisme « étiopathie » est officiellement utilisé pour l’enseignement : le Collège européen d’ostéopathie devient le Collège européen d’étiopathie. 
En 1979, en même temps que paraît son livre Principes fondamentaux pour une médecine étiopathique, Christian Trédaniel ouvre la Faculté libre d’étiopathie de Paris.
En 1981, à la suite de différends survenus au sein du Collège européen d’étiopathie, l’enseignement de l’étiopathie cesse en Suisse.
La profession d’étiopathe n'est pas reconnue, les études d’étiopathie n'étant pas encadrées par des textes juridiques et la pratique n'ayant pas, selon l'INSERM, fait l'objet d'une évaluation de ses rapports bénéfice/risque.

### Œuvre
Christian Trédaniel est l’auteur d'ouvrages de référence pour les praticiens étiopathes (Principes fondamentaux pour une médecine étiopathique, 1979) — ce qui lui vaut le qualificatif de « père de l'étiopathie » — mais aussi de vulgarisation (Du reboutement à l’étiopathie, 1995),.

### Activisme
Au début des années 1960, Christian Trédaniel, alors ostéopathe à Cherbourg, participe à un groupe de l'OAS préparant un attentat contre un local du parti communiste ; il est condamné en 1962 à 6 mois de prison par un tribunal militaire.

### Disparition
Christian Trédaniel meurt le 13 novembre 2011, des suites d’un cancer de la prostate. Il est enterré, le 18 novembre, au cimetière de Pont-sur-Yonne, dans l'Yonne. Selon ses dernières volontés, d'anciens compagnons d'armes assistant à la cérémonie entonnent le chant des troupes d'assaut, J'ai perdu un camarade.

## Publications
- Principes fondamentaux pour une médecine étiopathique, Éditions de la Maisnie, 1979, 178 p. (6e éd., Éditions Avenir des Sciences, en 2007).
- (avec Jean-François Gautier), L'Étiopathie, médecine du XXIe siècle, Éditions Guy Trédaniel, 1989.
- Du reboutement à l'étiopathie ou De la tradition orale à la tradition écrite, Éditions Avenir des Sciences, 1995, 252 p.
- Histoire du reboutement. Du reboutement à l'étiopathie, 1998, 248 p., préface de Jean Tulard (2e éd., Éditions Avenir des Sciences, en 2005).
- Pour un modèle fonctionnel de la mémoire et du système nerveux central, Éditions Avenir des Sciences, 2009, 93 p.
- Atlas des techniques mécanistes en étiopathie[17], 
  - vol. 1, Systèmes organique et circulatoire, Éditions de la Maisnie, 1979, 209 p.,
  - vol. 2, Systèmes cutané, musculaire, ligamentaire et aponévrotique, Éditions de la Maisnie, 1979, 211 p.,
  - vol. 3, (avec Charles Aemmer et André Bouchet) Système articulaire vertébral, Éditions Avenir des Sciences, 1981, 206 p.,
  - vol. 4, (avec Charles Aemmer et André Bouchet) Système articulaire vertébral [suite du précédent], Éditions Avenir des Sciences, 1981, 239 p.